# Canaan (Anime)
Canaan (ursprünglich als 428 the animation bezeichnet) ist eine Anime-Fernsehserie, die auf dem 2. Bonus-Szenario der Sound Novel für die Nintendo Wii 428: Fūsasareta Shibuya de basiert, das selbst von wenigen Spielen eine perfekte Punktzahl in der Kritik der Famitsu erhielt. Das eigentliche Spiel stammt von Chunsoft, jedoch wurde das 2. Bonus-Szenario mit der dem Anime titelgebenden Figur Canaan von Type-Moon (Text: Kinoko Nasu, Grafik: Takashi Takeuchi) beigesteuert. Der Anime wurde erstmals am 4. Juli 2009 im japanischen Fernsehen gezeigt.

## Handlung
Die Präsentation der Handlung lässt zu Beginn viele Fragen offen und beginnt unvermittelt mit einem Monolog eines Erzählers, der sich an die Protagonistin Canaan richtet. Darin berichtet er, dass sowohl Canaan als auch ihre Widersacherin die Opfer eines Krieges wurden, der sie ihrer Vergangenheit beraubte. Als ausgebildete Attentäter sollen beide ihren Hass als Quelle ihrer Kraft geschürt haben und dennoch sollen sich beide voneinander unterscheiden. In seinen letzten Worten gibt er Canaan den Hinweis, dass sie Hass nicht mit Hass bekämpfen könne. Damit spielt er auf die Vergangenheit der beiden Charaktere an, die im vom Krieg durchsetzten Kanaan groß wurden und mit einer geheimen biologischen Waffe, dem UA-Virus in Kontakt kamen. Dort wurde Canaan von ihrem späteren Ausbilder und einstigen Soldaten Siam „adoptiert“. Er lehrte sie den Umgang mit allen erdenklichen Waffen und ist von ihrem Talent begeistert, das es ihr ermöglicht, Feinde selbst hinter Wänden als Farben wahrnehmen zu können. Was sie jedoch nicht wusste, ist die Tatsache, dass auch ihre später ärgste Widersacherin Alphard von Siam ausgebildet wurde und ebenfalls von ihm den Namen Canaan erhielt. Bei einer Auseinandersetzung wird schließlich Siam von Alphard getötet, was beide zu Feinden machte. Zu dieser Zeit traf Canaan ebenfalls auf Maria, die ihr wieder ein Gefühl des Lebens gab und zu ihrer besten Freundin wurde.
Im Jetzt ansetzend konzentriert sich die Handlung zunächst auf Maria Ōsawa, die zusammen mit dem Reporter Minoru Minorikawa von Japan nach Shanghai fliegt, und ihn bei seiner Arbeit als Fotograf unterstützen soll. Dabei verwickeln sich die beiden sehr schnell in ein großes Komplott, welches von Alphard ausgearbeitet wurde. So müssen beide feststellen, dass es durchaus noch mehr Menschen gibt, die mit dem UA-Virus in Kontakt kamen. In der Serie werden sie als Borner bezeichnet. Diese entwickelten daraufhin ebenfalls besondere Fähigkeiten, sind aber von einem Medikament abhängig, mit dessen Vorenthalt sie von der sadistischen Liang Ji erpresst werden. Liang Ji hat unterdessen das Ziel, die Liebe Alphards, die sie als ihre Schwester ansieht, zu gewinnen, und folgt nahezu bedingungslos ihren Anweisungen. Unterstützt wird sie dabei von ihrem Assistenten Cummings, den sie immer wieder misshandelt, was er aber offensichtlich genießt.
Nach und nach rückt Maria immer weiter in den Mittelpunkt der Handlung, als die Terroristen eine internationale Konferenz stürmen, den amerikanischen Präsidenten als Geisel nehmen und ihn mit dem UA-Virus infizieren. So bleiben nur noch etwa 12 Stunden, um ein passendes Gegenmittel zu besorgen, welches sich in der Obhut der japanischen Regierung, genauer Marias Vater, befindet. Dieser kommt aber angeblich während seiner Abreise durch ein Bombenattentat ums Leben, worauf sich die amerikanische Regierung in die Ecke gedrängt fühlt und dazu übergeht, das Gebäude komplett aus der Luft zu zerstören, um eine Verbreitung des Virus einzudämmen. Währenddessen versucht Canaan Maria, die ebenfalls als Geisel genommen wurde, aus dem Gebäude zu befreien. Allerdings bleibt ihr wegen des Luftangriffs dafür zu wenig Zeit. Schützenhilfe bekommt sie allerdings von ihrer Auftraggeberin und dem ehemaligen Soldaten Santana, die es ihr mit Hilfe ihrer Fähigkeiten ermöglichen, die Rakete abzulenken, so dass diese ein Stück neben dem Gebäude einschlägt. Von diesem Kraftakt sind ihre Augen jedoch sichtlich überfordert und sie verliert ihre Fähigkeit ihrer Farbwahrnehmung.
Ohne ihre Farbwahrnehmung sichtlich geschwächt versuchen dennoch Canaan, Mino und Maria bei einer Reise ins westliche China dem Ursprung des Virus auf die Spur zu kommen und auch Alphard zu finden. Dabei stoßen sie zunächst auf Liang Ji, die es insbesondere auf Canaan abgesehen hat, da sie sie in ihrem Wahnsinn als Konkurrenz empfindet. Dabei kommen unter anderem Hakko und Santana ums Leben, nachdem Hakko hereingelegt wurde und sie unbewusst ihre tödliche Stimme gegen Santana einsetze. Aus Liebe und Trauer blieb sie bei ihm, als das Gebäude über sie zusammenbrach. Unterdessen wurde Liang Ji bei der Auseinandersetzung mit Canaan schwer verletzt und bekommt letztlich von Cummings einen Gnadenschuss.
Der letzte Konflikt spielt sich schließlich in einem Zug zwischen Alphard und Canaan ab, während Mino und Maria nur machtlos zusehen können. Dabei wird in einer Rückblende auch viel über die Vergangenheit beider Charaktere offenbart, die den gleichen Ausbilder namens Siam hatten. Jedoch war Alphard über ihre Position nicht glücklich und brachte Siam um. Seitdem befanden sich beide in einem ständigen Konflikt. Während der aktuellen Auseinandersetzung kann Canaan sich letztendlich durchsetzen, wobei jedoch offenbleibt, ob Alphard bei der Kollision mit einer Tunnelwand ums Leben kam.
Die letzte Szene der Serie konzentriert sich auf Maria, die erschöpft wieder nach Japan fliegt. Dabei wird anhand einiger alter Photographien offensichtlich, dass sie einst sowohl mit Canaan als auch mit Alphard befreundet war und damit eine Verbindung zwischen den beiden Kontrahentinnen darstellt.

## Charaktere
Canaan (カナン, Kanan)
Sie ist die Protagonistin des Animes, nach der auch die Serie benannt wurde. Als Mädchen arabischer Abstammung und wuchs in einem Krisengebiet auf, wo sie von einem Soldaten adoptiert wurde, der ihr den Umgang mit Waffen und das gezielte Töten von Personen beibrachte. Sie verfügt über die besondere Gabe, die Gefühle und Absichten anderer Menschen mit ihren Augen als Farbe erkennen zu können. Dies ermöglicht es Canaan Freunde und Feinde selbst durch Wände hindurch, vergleichbar einem Geruchssinn, wahrzunehmen.
Maria Ōsawa (大沢 マリア, Ōsawa Maria)
Zusammen mit Minoru Minorikawa besucht sie Shanghai um diesen als „Kamerafrau“ zu begleiteten und insgeheim in der Hoffnung Canaan zu finden. Sie besitzt eine sehr enge und freundschaftliche Beziehung zu Canaan, über deren Hintergründe bisher nichts bekannt ist. Zugleich ist sie Tochter des Mannes, der ein Heilmittel gegen das UA-Virus gefunden hat. Sie ist somit für die verschiedenen Parteien ein geeignetes Druckmittel, was sie unwissend zum Ziel von Geiselnahmen macht.
Minoru Minorikawa (御法川 実, Minorikawa Minoru)
Er ist ein erfahrener Reporter und Fotograf, der sich in Shanghai neues Material erhofft. Dabei wird er von Maria Ōsawa begleitet, deren muntere Art eines Anfängers und die Zuneigung seines Chefs zu ihr, er nicht verstehen kann.
Alphard Al Sheya (アルファルド・アル・シュヤ, Arufarudo Aru Shuya)
Sie ist eine der Widersacher von Canaan, die die gleiche Tätowierung trägt, und schon seit längerer Zeit es auf Canaan abgesehen hat. Sie ist skrupellos und scheint nur ein Ziel zu kennen, ihren Auftrag zu erfüllen. Wie Canaan ist sie arabischer Abstammung, wird von den anderen Charakteren als Schönheit empfunden und hatte denselben Ausbilder, den sie jedoch ermordete. Während der Ausbildung trug sie ebenfalls den Namen Canaan und legte sich später das Synonym Alphard zu.
Liang Ji (リャン・チー, Ryan Chī)
Liang Ji ist eine sadistische Frau, die sich einbildet die geliebte Schwester von Alphard zu sein und scheint sich ihr nahezu bedingungslos unterzuordnen, obgleich sie die unterkühlte, fast gleichgültige Behandlung durch ihre Schwester als schmerzlich empfindet. Ihre Aggression lässt sie unterdessen an Männern aus, die sie auf der einen Seite gerne verführt und sie zugleich peinigt. Insbesondere ihren engsten Untergebenen Cummings benutzt sie immer wieder als Zielobjekt ihrer Wut. Cummings hingegen ist masochistisch veranlagt und genießt es, wenn Liang Ji ihre Wut an ihm auslässt.
Yunyun (ユンユン)
Sie spielt nur eine Nebenrolle innerhalb des Geschehens, wird aber immer wieder für Running-Gags verwendet. Dabei ist Yunyun viel beschäftigt und geht einen Job nach dem anderen nach, wobei sie immer wieder unbewusst mit den anderen Charakteren zusammenstößt, die ihre Einnahmequelle, z. B. das Restaurant ihres Arbeitgebers, zerstören. Sie selbst wurde mit dem UA-Virus infiziert und ist seitdem auf ein Medikament angewiesen, mit dem sie von Liang Ji erpresst wird. Im Gegensatz zu anderen Boners verfügt sie über keine besonderen Fähigkeiten, da ihr nur ein zweiter Blinddarm gewachsen sei.
Hakkō (ハッコー)
Sie ist eine vom UA-Virus infizierte, die nachts als Catgirl verkleidet in einem Cosplay-Café arbeitet. Sie scheint sich zu Minoru hingezogen zu fühlen und bringt ihn durch ihre anziehende Erscheinung fast um den Verstand. Jedoch spricht sie nicht, was Minoru dazu bringt sie für stumm zu halten. Sie schweigt jedoch nur, da ihre Stimme für andere Menschen sehr schmerzlich ist. Gleichzeitig scheint sie eine Beziehung zu Santana zu besitzen, obwohl dabei nicht klar wird, ob sie lediglich auf der Suche nach viel Zuneigung ist.
Santana (サンタナ)
Santana betreibt in den Straßen von Shanghai eine Cosplay-Karaoke-Bar, in der auch Hakkō arbeitet. Daneben scheint er aber auch in den kürzlich auftretenden Zwischenfällen mit mehreren Toten, die alle sonderliche Verhaltensweisen aufwiesen, verwickelt zu sein. Welche Rolle er dort aber genau eingenommen hat und in welcher Verbindung er damit steht, ist erstmal völlig unklar – außer dass er betroffene Personen scheinbar vor anderen beschützen wollte. Mit Hakkō führt Santana nicht nur eine Art von Liebesbeziehung, sondern hat ihr gegenüber einen Beschützerinstinkt entwickelt und fühlt sich sowohl für ihre Sicherheit als auch ihr Wohlempfinden verantwortlich – besonders die penetranten und unangenehmen Fragen von Minoru Minorikawa versucht er im Keim zu ersticken – dabei stellt er auch gerne persönliche Bedürfnisse zurück, und sein ganzes Leben dreht sich praktisch nur noch um Hakkō und ihr ein angenehmes Leben zu bereiten. Allerdings besteht zwischen beiden noch eine weitere Bindung, die in ihrer gemeinsamen Vergangenheit liegt.

## Anime

### Entstehung
Canaan entstand im Animationsstudio P.A. Works, dessen erste eigenständig produzierte Serie true tears war. Regie führte Masahiro Andō, der zuletzt für Bones die Regie im Film Stranger Mukō Hadan übernahm. Das Drehbuch schrieb Mari Okada, die zuvor an den Umsetzungen von Vampire Knight und true tears geschrieben hatte. Basierend auf den Entwürfen von Takashi Takeuchi arbeitete Kanami Sekiguchi das Charakterdesign heraus.

### Veröffentlichungen
Der Anime wurde ursprünglich unter dem Titel 428 the animation produziert und dementsprechend auch in der Oktober-Ausgabe 2008 des Magazins Newtype und durch Sega auf der Tokyo Game Show angekündigt, auf der ein Trailer zu der Serie gezeigt wurde, die eine Adaption des ursprünglichen Konzeptes von Chunsoft-Spiels 428: Fūsasareta Shibuya de sein sollte.
Während der Produktion änderte sich im Dezember desselben Jahres der Titel der Serie zu Canaan, der dem Namen der Protagonistin entspricht. Auf dem ebenfalls Ende Dezember stattfindenden Comiket wurden von Sega zahlreiche DVDs mit Trailern und diversem Bonus-Material zusammen mit CDs des Titelliedes Arousing Soul von Faylan verteilt.
Bei Universum Anime erschien am 2. April 2010 erschien die erste Episode des Anime auf DVD. Die verbleibenden 12 Folgen erscheinen auf drei weiteren DVDs im Monatstakt.
Im Oktober 2009 wurde ein Zusammenschnitt der 13 Folgen in Form von drei Kinofilmen veröffentlicht.

### Episoden
| Nr. | deutscher Titel          | Originaltitel             | Erstausstrahlung   |
| --- | ------------------------ | ------------------------- | ------------------ |
| 01  | Blutrotes Shanghai       | Kōshoku Mato (洪色魔都)   | 4. Juli 2009       |
| 02  | Närrisches Spiel         | Jakera Yūgi (邪気乱遊戯)  | 11. Juli 2009      |
| 03  | Nichtigkeit              | Adagoto (阿断事)          | 18. Juli 2009      |
| 04  | Wachsende Dunkelheit     | Kure Nazumu (呉れ泥む)    | 25. Juli 2009      |
| 05  | Freunde                  | Tomodachi (灯ダチ)        | 1. August 2009     |
| 06  | Love & Piece             | LOVE & PIECE              | 8. August 2009     |
| 07  | Grabstein                | Bohyō (慕漂)              | 15. August 2009    |
| 08  | Bitte                    | Koe (乞)                  | 22. August 2009    |
| 09  | Blüten der Vergangenheit | Kakobana (過去花)         | 29. August 2009    |
| 10  | Verlust                  | Sōshitsu (想執)           | 5. September 2009  |
| 11  | Gedanken                 | Shīsō (彼女添) *          | 12. September 2009 |
| 12  | Zug der Zeit             | Kisetsu Ressha (忌殺劣者) | 19. September 2009 |
| 13  | Land der Hoffnung        | Kibō no Chi (キボウノチ)  | 26. September 2009 |

### Synchronisation
Die deutsche Fassung wurde von der Berliner Synchron AG produziert, das Dialogbuch und die Synchronregie übernahm Petra Barthel.
| Rolle             | japanischer Sprecher (Seiyū) | deutsche Sprecher   |
| ----------------- | ---------------------------- | ------------------- |
| Canaan            | Miyuki Sawashiro             | Julia Kaufmann      |
| Alphard           | Maaya Sakamoto               | Maria Koschny       |
| Maria Ōsawa       | Yoshino Nanjō                | Kristina Tietz      |
| Liang Ji          | Rie Tanaka                   | Natascha Geisler    |
| Yunyun            | Haruka Tomatsu               | Marie-Luise Schramm |
| Hakkō             | Mamiko Noto                  | ???                 |
| Santana           | Hiroaki Hirata               | Peter Lontzek       |
| Yuri Natsume      | Junko Minagawa               | Debora Weigert      |
| Minoru Minorikawa | Kenji Hamada                 | Ozan Ünal           |
| Cummings          | Tōru Ōkawa                   | Dirk Bublies        |

## Weitere Medien

### Light Novel
Aufbauend auf der Handlung der Serie wurde bei Kadokawa Shoten eine aus zwei Bänden bestehende Light-Novel-Reihe veröffentlicht, die von Tomonori Sugihara geschrieben wurden.
- Bd. 1: CANAAN (上), 1. Januar 2010, ISBN 978-4-04-430010-4
- Bd. 2: CANAAN (下), 1. März 2010, ISBN 978-4-04-430011-1

### Manga
Aufbauend auf der Handlung des Animes entstanden drei Manga-Reihen.
Der Manga Canaan orientierte sich stark an der Serie und im von Kadokawa Shoten herausgegebenen Mangazin Comp Ace veröffentlicht. Die von Akira Ishida gezeichnete Reihe wurde seit der August Ausgabe 2009 innerhalb des Magazins im monatlichen Abstand abgedruckt und lief dort bis zur März-Ausgabe 2011. Die einzelnen Kapitel erschienen zusammengefasst zu drei Tankōbon-Ausgaben beim Imprint Kadokawa Comics A.
- Bd. 1: CANAAN I, 26. Januar 2010, ISBN 978-4-04-715381-3
- Bd. 2: CANAAN II, 26. Juli 2010, ISBN 978-4-04-715487-2
- Bd. 3: CANAAN III, 26. Februar 2011, ISBN 978-4-04-715635-7

Die zweite Manga-Adaption trug den Titel Canaan Sphere (CANAANスフィル) und wurde von Kadokawa Shoten in einer Zusammenarbeit mit Chunsoft geschrieben. Die Zeichnungen stammen von Jun Sasameyuki. Die Handlung spielt einige Zeit vor den Ereignissen in der Serie und geht tiefer auf die Vorgeschichte der in der Serie zu sehenden Charaktere ein. Veröffentlicht wurde der Manga als Webmanga bei Comic Gekkin, wo er seit 1. März 2010 veröffentlicht wurde. Die einzelnen Kapitel wurden zu zwei Tankōbon-Ausgaben zusammengefasst und erschienen beim zu Kadokawa Shoten gehörenden Imprint Emotion Comics.
- Bd. 1: CANAANスフィル 1, 10. Dezember 2010, ISBN 978-4-04-899202-2
- Bd. 2: CANAANスフィル 2, 10. Mai 2011, ISBN 978-4-04-899223-7

Ein dritter Manga mit dem Titel CANAAN Comic Anthology (CANAANコミックアンソロジー), der von verschiedenen Künstlern gezeichnet wurde und in einem Band veröffentlicht wurde. Er erschien am 24. Oktober 2009 bei Ichijinsha.
- CANAANコミックアンソロジー, 24. Oktober 2009, ISBN 978-4-7580-0520-3

### Artbook
Zur Serie wurde das Canaan Official Fanbook (カナンオフィシャルファンブック) bei Ichijinsha veröffentlicht. Es enthielt zahlreiche Skizzen und Zeichnungen der Charaktere der Serie zusammen mit Kommentaren und Hintergrundinformationen zu den Folgen, sowie Interviews mit den Kreativen.
- カナンオフィシャルファンブック, 12. Februar 2010, ISBN 978-4-7580-1156-3

### DJCD
Aufbauend auf dem Soundtrack der Serie wurden zwei DJ-CDs unter dem Titel CANAAN DJCD Shanghai Hanten de Aimasho (CANAAN DJCD 上海飯店で会いましょう) am 23. Dezember 2009 (FCCM-298) und 24. Februar 2010 (FCCM-299) von Geneon Entertainment beim Label Frontier Works veröffentlicht. Als Künstler waren Aino Nanjo, Haruka Tomatsu et al. angegeben.

### Figuren
Zu den Charakteren, insbesondere für Canaan und Alphard, wurden PVC-Figuren von verschiedenen Herstellern angefertigt. Eine mit Balljoints ausgestattete und damit frei positionierbare Figur wurde von Miki Asai gestaltet und erschien im November 2009 bei Max Factory. Vier weitere Figuren erschienen bei Good Smile Company. Die ersten beiden waren von Reiichi Ito im Nendoroid Stil gestaltet und bildeten Canaan, sowie Alphard ab. Sie erschienen im Dezember 2009 und Januar 2010. Darauf folgten zwei von Kunihito Iwamoto gestaltete Figuren. Erstere stellte Canaan dar und erschien im März 2010. Zweitere war eine Darstellung von Alphard und wurde im Mai 2010 veröffentlicht. Beide Figuren wurden im Maßstab 1:8 angefertigt.

### Internetradiosendung
Unter dem Titel CANAAN RADIO, im Untertitel als 裏・上海飯店 蛇通信 bezeichnet, lief im Rahmen des Programms Animate on Air! (アニメイト ON AIR!) auf drei verschiedenen Webseiten eine Internetradiosendung, die die Ausstrahlung des Animes begleitete. Sie umfasste zehn Sendungen die im Zeitraum vom 10. Juli 2009 bis 5. Januar 2010 übertragen wurden. Als Moderatoren traten dabei die Seiyū der Serie in der Rolle ihrer Charaktere auf.

## Rezeption
In der Erstverkaufswoche vom 19. bis 25. Oktober 2009 war die DVD auf Platz 13 der Top 30 der japanischen DVD-Verkaufscharts. Die Blu-ray Disc erreichte hingegen den dritten Platz. Das zweite DVD/Bluray Paar erreichten in der Folgezeit den achten und sechsten Platz. Die sechste und letzte Veröffentlichung waren schließlich auf den Plätzen 15 bis 21. Sie lag damit ein gutes Stück hinter den Serien Bakemonogatari und K-On! zurück, die bis heute die Verkaufsrekorde für Serien halten.
Bei den vierten jährlich stattfindenden Seiyū Awards wurde Miyuki Sawashiro für ihre Rolle als Canaan als Bester Darsteller einer Hauptfigur ausgezeichnet. Als Gesamtwerk wurde Canaan im Rahmen der dreizehnten Japan Media Arts Festival Awards als ein von der Jury empfohlenes Werk langer Animationen ausgezeichnet.